# Бреборница
Бреборница је насељено мјесто у општини Крњак, на Кордуну, Карловачка жупанија, Република Хрватска.

## Историја
У току Другог свјетског рата страдала су 43 становника Бреборнице.
Бреборница се од распада Југославије до августа 1995. године налазила у Републици Српској Крајини. До територијалне реорганизације насеље се налазио у саставу бивше велике општине Карловац.

## Становништво
Бреборница је према попису из 2011. године имала 63 становника.
| Националност       | 1991. | 1981. | 1971. | 1961. |
| Срби               | 121   | 170   | 175   | 197   |
| Југословени        |       | 1     | 1     |       |
| Муслимани          | 1     | 1     |       |       |
| Хрвати             |       | 1     |       |       |
| остали и непознато | 1     |       |       |       |
| Укупно             | 123   | 173   | 176   | 197   |

| Демографија | Демографија | Демографија |
| Година      | Становника  | Становника  |
| ----------- | ----------- | ----------- |
| 1961.       | 197         |             |
| 1971.       | 176         |             |
| 1981.       | 173         |             |
| 1991.       | 123         |             |
| 2001.       | 89          |             |
| 2011.       |             | 63          |